# Keewatin
Keewatin é uma cidade localizada no estado americano de Minnesota, no Condado de Itasca.

## Demografia
Segundo o censo americano de 2000, a sua população era de 1164 habitantes.
Em 2006, foi estimada uma população de 1098, um decréscimo de 66 (-5.7%).

## Geografia
De acordo com o United States Census Bureau tem uma área de
7,5 km², dos quais 6,4 km² cobertos por terra e 1,1 km² cobertos por água. Keewatin localiza-se a aproximadamente 448 m acima do nível do mar.

## Localidades na vizinhança
O diagrama seguinte representa as localidades num raio de 20 km ao redor de Keewatin.